# Pseuderesia mildbraedi
Pseuderesia mildbraedi är en fjärilsart som beskrevs av Schultze 1912. Pseuderesia mildbraedi ingår i släktet Pseuderesia och familjen juvelvingar. Inga underarter finns listade i Catalogue of Life.